# Андрес Аюб
Андрес Антоніо Аюб Валенсуела (ісп. Andrés Antonio Ayub Valenzuela; нар. 1 січня 1982, Сантьяго) — чилійський борець греко-римського стилю, дворазовий бронзовий призер Панамериканських чемпіонатів, срібний призер Панамериканських ігор, триразовий чемпіон Південної Америки, срібний призер Південноамериканських ігор, учасник Олімпійських ігор.

## Життєпис
Боротьбою почав займатися з 1997 року.
Тренер — Нестор Альманса (з 2013).

## Спортивні результати на міжнародних змаганнях

### Виступи на Олімпіадах
| Змагання                    | Збірна | Вагова категорія                  | Місце |
| --------------------------- | ------ | --------------------------------- | ----- |
| Літні Олімпійські ігри 2012 | Чилі   | греко-римська боротьба, до 120 кг | 18    |

### Виступи на Чемпіонатах світу
| Змагання                        | Збірна | Вагова категорія                  | Місце |
| ------------------------------- | ------ | --------------------------------- | ----- |
| Чемпіонат світу з боротьби 2005 | Чилі   | греко-римська боротьба, до 120 кг | 23    |
| Чемпіонат світу з боротьби 2015 | Чилі   | греко-римська боротьба, до 130 кг | 27    |

### Виступи на Панамериканських чемпіонатах
| Змагання                                   | Збірна | Вагова категорія                  | Місце  |
| ------------------------------------------ | ------ | --------------------------------- | ------ |
| Панамериканський чемпіонат з боротьби 2003 | Чилі   | греко-римська боротьба, до 120 кг | 4      |
| Панамериканський чемпіонат з боротьби 2004 | Чилі   | греко-римська боротьба, до 120 кг | Бронза |
| Панамериканський чемпіонат з боротьби 2005 | Чилі   | греко-римська боротьба, до 120 кг | Бронза |
| Панамериканський чемпіонат з боротьби 2006 | Чилі   | греко-римська боротьба, до 120 кг | 7      |
| Панамериканський чемпіонат з боротьби 2007 | Чилі   | греко-римська боротьба, до 120 кг | 11     |
| Панамериканський чемпіонат з боротьби 2012 | Чилі   | греко-римська боротьба, до 120 кг | 5      |
| Панамериканський чемпіонат з боротьби 2013 | Чилі   | греко-римська боротьба, до 120 кг | 5      |
| Панамериканський чемпіонат з боротьби 2015 | Чилі   | греко-римська боротьба, до 130 кг | 7      |
| Панамериканський чемпіонат з боротьби 2016 | Чилі   | греко-римська боротьба, до 130 кг | 7      |

### Виступи на Панамериканських іграх
| Змагання                  | Збірна | Вагова категорія                  | Місце  |
| ------------------------- | ------ | --------------------------------- | ------ |
| Панамериканські ігри 2003 | Чилі   | греко-римська боротьба, до 120 кг | 6      |
| Панамериканські ігри 2015 | Чилі   | греко-римська боротьба, до 130 кг | Срібло |

### Виступи на інших змаганнях
| Змагання                                                               | Збірна | Вагова категорія                  | Місце  |
| ---------------------------------------------------------------------- | ------ | --------------------------------- | ------ |
| Чемпіонат Південної Америки з боротьби 2011                            | Чилі   | греко-римська боротьба, до 120 кг | Золото |
| Чемпіонат Південної Америки з боротьби 2012                            | Чилі   | греко-римська боротьба, до 120 кг | Золото |
| Чемпіонат Південної Америки з боротьби 2013                            | Чилі   | греко-римська боротьба, до 120 кг | Золото |
| Чемпіонат Південної Америки з боротьби 2017                            | Чилі   | греко-римська боротьба, до 130 кг | Срібло |
| Південноамериканські ігри 2014                                         | Чилі   | греко-римська боротьба, до 130 кг | Срібло |
| Південноамериканські ігри 2014                                         | Чилі   | вільна боротьба, до 125 кг        | 5      |
| Боліваріанські ігри 2013                                               | Чилі   | греко-римська боротьба, до 120 кг | 7      |
| Олімпійський кваліфікаційний турнір з боротьби 2012 (Кіссіммі-Орландо) | Чилі   | греко-римська боротьба, до 120 кг | Срібло |
| Олімпійський кваліфікаційний турнір з боротьби 2016 (Фріско)           | Чилі   | греко-римська боротьба, до 130 кг | Бронза |